# Luigi Filippo del Palatinato-Simmern
Luigi Filippo (Heidelberg, 23 novembre 1602 – Krosno Odrzańskie, 6 gennaio 1655) fu conte palatino di Simmern-Kaiserslautern dal 1610 al 1655.
Luigi Filippo nacque ad Heidelberg, come il più giovane dei figli di Federico IV, elettore palatino. Dopo la morte di suo padre nel 1610, Luigi Filippo ereditò i territori intorno a Simmern, Kaiserslautern e Sponheim. Luigi Filippo morì a Krosno Odrzańskie e fu sepolto a Simmern.

## Matrimonio
Luigi Filippo sposò Maria Eleonora di Brandeburgo (1 aprile 1607 - 18 febbraio 1675), figlia dell'elettore Gioacchino Federico, il 4 dicembre 1631 ed ebbero i seguenti figli:
- Carlo Federico (1633–1635)
- Gustavo Luigi (1634–1635)
- Carlo Filippo (1635–1636)
- Luigi Casimiro (1636–1652)
- Elisabetta Maria Carlotta (1638–1664), sposò nel 1660 il duca Giorgio III di Brieg (1611–1664)
- Luigi Enrico Maurizio (1640–1674), conte palatino di Simmern, sposò nel 1666 la principessa Maria d'Orange (1642–1688)
- Luisa Sofia Eleonora (1642–1643)

## Ascendenze
|                                      |                                  |                                   | Genitori                            |  |  | Nonni |  |  | Bisnonni                    |  |  | Trisnonni                          |  |
|                                      |                                  |                                   |                                     |  |  |       |  |  | Federico III del Palatinato |  |  | Giovanni II del Palatinato-Simmern |  |
|                                      |                                  |                                   |                                     |  |  |       |  |  | Federico III del Palatinato |  |  | Giovanni II del Palatinato-Simmern |  |
|                                      |                                  | Beatrice di Baden                 |                                     |  |  |       |  |  | Federico III del Palatinato |  |  |                                    |  |
| Ludovico VI del Palatinato           |                                  |                                   |                                     |  |  |       |  |  | Federico III del Palatinato |  |  |                                    |  |
|                                      |                                  | Maria di Brandeburgo-Bayreuth     | Casimiro di Brandeburgo-Bayreuth    |  |  |       |  |  |                             |  |  |                                    |  |
|                                      |                                  | Maria di Brandeburgo-Bayreuth     | Casimiro di Brandeburgo-Bayreuth    |  |  |       |  |  |                             |  |  |                                    |  |
|                                      |                                  | Maria di Brandeburgo-Bayreuth     | Susanna di Wittelsbach              |  |  |       |  |  |                             |  |  |                                    |  |
| Federico IV del Palatinato           |                                  | Maria di Brandeburgo-Bayreuth     |                                     |  |  |       |  |  |                             |  |  |                                    |  |
|                                      |                                  | Filippo I d'Assia                 | Guglielmo II d'Assia                |  |  |       |  |  |                             |  |  |                                    |  |
|                                      |                                  | Filippo I d'Assia                 | Guglielmo II d'Assia                |  |  |       |  |  |                             |  |  |                                    |  |
|                                      |                                  | Filippo I d'Assia                 | Anna di Meclemburgo-Schwerin        |  |  |       |  |  |                             |  |  |                                    |  |
| Elisabetta d'Assia                   |                                  | Filippo I d'Assia                 |                                     |  |  |       |  |  |                             |  |  |                                    |  |
|                                      |                                  | Cristina di Sassonia              | Ernesto di Sassonia                 |  |  |       |  |  |                             |  |  |                                    |  |
|                                      |                                  | Cristina di Sassonia              | Ernesto di Sassonia                 |  |  |       |  |  |                             |  |  |                                    |  |
|                                      |                                  | Cristina di Sassonia              | Elisabetta di Baviera               |  |  |       |  |  |                             |  |  |                                    |  |
| Luigi Filippo del Palatinato-Simmern |                                  | Cristina di Sassonia              |                                     |  |  |       |  |  |                             |  |  |                                    |  |
|                                      | Guglielmo I di Nassau-Dillenburg | Giovanni V di Nassau-Dillenburg   |                                     |  |  |       |  |  |                             |  |  |                                    |  |
|                                      | Guglielmo I di Nassau-Dillenburg | Giovanni V di Nassau-Dillenburg   |                                     |  |  |       |  |  |                             |  |  |                                    |  |
|                                      | Guglielmo I di Nassau-Dillenburg | Elisabetta d'Assia                |                                     |  |  |       |  |  |                             |  |  |                                    |  |
| Guglielmo I d'Orange                 | Guglielmo I di Nassau-Dillenburg |                                   |                                     |  |  |       |  |  |                             |  |  |                                    |  |
|                                      |                                  | Giuliana di Stolberg-Werningerode | Botho VIII di Stolberg-Werningerode |  |  |       |  |  |                             |  |  |                                    |  |
|                                      |                                  | Giuliana di Stolberg-Werningerode | Botho VIII di Stolberg-Werningerode |  |  |       |  |  |                             |  |  |                                    |  |
|                                      |                                  | Giuliana di Stolberg-Werningerode | Anna di Eppstein-Königstein         |  |  |       |  |  |                             |  |  |                                    |  |
| Luisa Giuliana di Nassau             |                                  | Giuliana di Stolberg-Werningerode |                                     |  |  |       |  |  |                             |  |  |                                    |  |
|                                      |                                  | Luigi III di Montpensier          | Luigi di Borbone-Vendôme            |  |  |       |  |  |                             |  |  |                                    |  |
|                                      |                                  | Luigi III di Montpensier          | Luigi di Borbone-Vendôme            |  |  |       |  |  |                             |  |  |                                    |  |
|                                      |                                  | Luigi III di Montpensier          | Luisa di Borbone-Montpensier        |  |  |       |  |  |                             |  |  |                                    |  |
| Carlotta di Borbone-Montpensier      |                                  | Luigi III di Montpensier          |                                     |  |  |       |  |  |                             |  |  |                                    |  |
|                                      |                                  | Jacqueline de Longwy              | Giovanni IV di Longwy               |  |  |       |  |  |                             |  |  |                                    |  |
|                                      |                                  | Jacqueline de Longwy              | Giovanni IV di Longwy               |  |  |       |  |  |                             |  |  |                                    |  |
|                                      |                                  | Jacqueline de Longwy              | Giovanna d'Angoulême                |  |  |       |  |  |                             |  |  |                                    |  |
|                                      |                                  | Jacqueline de Longwy              |                                     |  |  |       |  |  |                             |  |  |                                    |  |